# Torneig d'escacs Memorial Milan Vidmar
El Memorial Milan Vidmar és un torneig d'escacs celebrat en memòria de Milan Vidmar (1885–1962), un dels millors Grans Mestres d'escacs eslovens de tots els temps.
El primer Memorial Vidmar es va celebrar entre el 2 i el 20 de juny de 1969 a Ljubljana. En els anys següents el torneigs s'ha anat celebrant en diferents ciutats eslovenes.

## Quadre d'honor
| #  | Any  | Ciutat                     | Campió                                                    |
| -- | ---- | -------------------------- | --------------------------------------------------------- |
| 1  | 1969 | Ljubljana                  | Albin Planinc (Iugoslàvia)                                |
| 2  | 1973 | Ljubljana, Portorož        | Lajos Portisch (Hongria)                                  |
| 3  | 1975 | Portorož, Ljubljana        | Anatoli Kàrpov (Unió Soviètica)                           |
| 4  | 1977 | Ljubljana, Portorož        | Bent Larsen (Dinamarca)                                   |
| 5  | 1979 | Bled, Portorož             | Jan Timman (Països Baixos)                                |
| 6  | 1985 | Portorož, Ljubljana        | Lajos Portisch (Hongria), Zoltan Ribli (Hongria)          |
| 7  | 1987 | Portorož, Ljubljana        | Ivan Sokolov (Iugoslàvia)                                 |
| 8  | 1989 | Ljubljana, Rogaška Slatina | Predrag Nikolić (Iugoslàvia)                              |
| 9  | 1991 | Bled, Rogaška Slatina      | Predrag Nikolić (Bòsnia i Hercegovina)                    |
| 10 | 1993 | Portorož, Rogaška Slatina  | Ivan Sokolov (Bòsnia i Hercegovina)                       |
| 11 | 1995 | Ptuj                       | Stefan Kindermann (Alemanya)                              |
| 12 | 1997 | Portorož                   | Vadim Zviàguintsev (Rússia)                               |
| 13 | 1999 | Portorož                   | Aleksandr Beliavski (Eslovènia)                           |
| 14 | 2001 | Portorož                   | Aleksandr Beliavski (Eslovènia)                           |
| 15 | 2003 | Portorož                   | Aleksandr Beliavski (Eslovènia), · Emil Sutovsky (Israel) |
| 16 | 2005 | Portorož                   | Aleksandr Beliavski (Eslovènia)                           |
| 17 | 2007 | Ljubljana                  | Duško Pavasovič (Eslovènia)                               |